# Anasozado
Anasozado (em latim: Anasozadus), conhecido como Anoxaguezade (em persa médio: Anosha(g)zadh) e Noxezade (em persa: Noshzad; lit. "o filho do imortal") em persa novo na Épica dos Reis, foi um príncipe sassânida do século VI, filho mais velho do xá Cosroes I (r. 531–579). Exilado após discutir com seu pai, rebelou-se em 550 com ajuda dos cristãos da Pérsia quando soube que ele estava doente. Sua rebelião, contudo, foi suprimida por Fabrizo no mesmo ano e Anasozado foi capturado e desfigurado.

## Vida pregressa
Ele era filho do xá Cosroes I (r. 531–579) e uma de suas esposas, uma cristã filha do juiz (davar) de Rei. Segundo várias fontes, foi preso em Bendosabora por seu pai. Segundo Abu Hanifa de Dinavar e Ferdusi, isso ocorreu porque se converteu ao cristianismo. Porém, isso é improvável, pois nem Procópio nem ibne Alatir chamam-no cristão; segundo Procópio, Anasozado foi preso por seduzir algumas das esposas de seu pai, enquanto ibne Alatir alega que foi preso sob suspeitas de ser cripto-maniqueísta (zendique). Segundo Abu Hanifa, enquanto Cosroes estava em campanha na Síria contra os bizantinos, adoeceu em Emessa — para Nöldeke, contudo, nunca alcançou a cidade e retornou pela Mesopotâmia Superior para sua capital, Ctesifonte. Rumores falsos de que o xá estava com uma doença mortal se espalharam, e Abu Hanifa, Ferdusi e Procópio acreditaram que tratou-se de um esquema de seu filho. Ferdusi e Abu Hanifa afirmam que Anasozado reuniu um exército, composto de prisioneiros e cristãos de Avaz e Bendosabora, e escreveu uma carta ao imperador bizantino.
Após ser proclamado metar (sênior, ou seja, governador) em Bendosabora (Ferdusi), capturou Avaz e suas riquezas e marchou em direção ao Iraque (Abu Hanifa). Segundo ibne Alatir, o vice-regente de Cosroes em Ctesifonte, Buzim, após tomar ciência da revolta, enviou tropas para sitiar Bendosabora e então relatou a questão ao xá. Ferdusi afirma que o exército de Anasozado compreendia 30 mil homens. Cosroes escreveu para seu vice-regente em Ctesifonte, que nas palavras de Ferdusi era o guardião da fronteira (marzobã), e ordenou-lhe que marchasse contra Anasozado e se possível procurasse sua rendição ou captura, mas não hesitasse em matá-lo se resistisse. Também ordenou, de acordo com Ferdusi e Abu Hanifa, que matasse os marzobãs e nobres que apoiaram-no, mas não o povo comum.

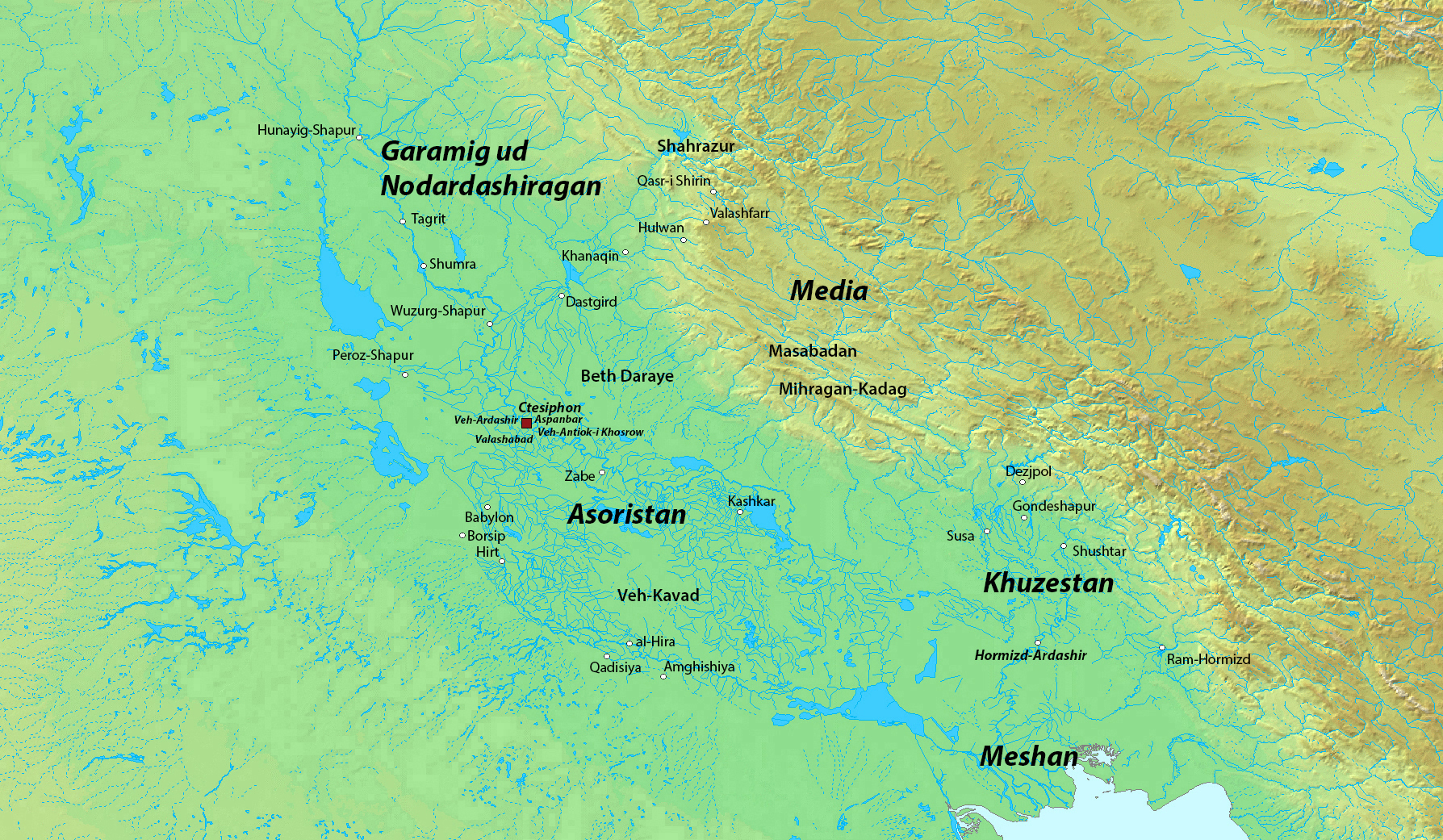
Sudoeste do Império Sassânida

Nesse ponto, as fontes divergem quanto ao destino de Anasozado. Procópio afirma que foi capturado e levado diante de Cosroes, que fez com que suas pálpebras fossem queimadas com uma vara quente, não para cegá-lo, mas para torná-lo inelegível para a sucessão. Nöldeke acha que Anasozado de fato foi cegado, que o relato de Procópio se baseia num mal-entendido e que a estória de Ferdusi de sua morte em batalha é fantasia poética. Também imagina que a crença de Anasozado foi de pouca importância e que provavelmente ele e outros príncipes na mesma situação, ao saberem dos rumores da morte do xá, agiram para assumir o trono. Pode ter aproveitado o fato de sua mãe ser cristã para conseguir apoio entre os nestorianos que residiram no Cuzestão e sobretudo em Bendosabora, mas Nöldeke questiona se a tentativa foi feita, pois caso o fosse, após sua derrota aconteceria uma perseguição ou massacre dos cristãos, porém não há nenhum relato disso. J. Labourt sugeriu que Cosroes libertou o prelado cristão Mar Baha da prisão de modo a influenciar seus correligionários contra Anasozado, e os esforços dele parecem ter surtido efeito.